# رولبال
رولبال (به انگلیسی: Rollball)ورزشی متشکل از دو تیم ۱۲ نفره است.از ۱۲ بازیکن،  ۶ بازیکن اجازهٔ بازی در یک زمان را دارند. بازیکنان در حالی که کفش اسکیت به پا دارند باید توپ را از بین بازیکنان حریف عبور دهد. این بازی دارای دو داور است. همچنین می‌توان آن را در میدان یخی اسکیت نیز برگزار کرد. رولبال توسط "Raju Dabhade" در هند ابداع شد. 

## اعضای فدراسیون رولبال
۱۹ کشور عضو فدراسیون بین‌المللی رولبال هستند.از این تعداد  ۱۱ تیم از آسیا، ۴ تیم از اروپا و ۲ تیم از آمریکا قرار دارند:
1. بنگلادش
2. چین
3. آلمان
4. بریتانیا
5. گویان
6. هنگ کنگ
7. هند
8. ایران
9. جمهوری ایرلند
10. کنیا
11. مالزی
12. نپال
13. پاکستان
14. رومانی
15. سنگاپور
16. امارات متحده ی عربی
17. اوگاندا
18. ایالات متحده آمریکا
19. ازبکستان